# Municipio de Seaboard
El municipio de Seaboard (en inglés: Seaboard Township) es un municipio ubicado en el  condado de Northampton en el estado estadounidense de Carolina del Norte. En el año 2010 tenía una población de 1.494 habitantes.

## Geografía
El municipio de Seaboard se encuentra ubicado en las coordenadas 36°28′24.55″N 77°26′8.91″O / 36.4734861, -77.4358083.